# Battista del Moro
Battista del Moro (1512 - después de 1568) fue un pintor italiano del Renacimiento activo en su Verona natal, así como en Mantua y Venecia. 

A este artista se le conoce por varios nombres, entre ellos Battista D'Agnolo Veronese, por Filippo Baldinucci y Giorgio Vasari, o Battista Angolo del Moro (comúnmente llamado Angeli, y ocasionalmente Angelo y Agnolo). Era un alumno de Francesco Torbido llamado Il Moro, con cuya hija se casó y cuyo nombre se agregó al suyo.  Mejoró su estilo al estudiar las obras de Tiziano y pintó varios cuadros, tanto en óleo como en fresco, para las iglesias de Verona y, a veces, en competencia con Paolo Veronese. En Sant'Euphemia pintó un fresco de 'Paul before Ananias', que, en la demolición de la pared en la que estaba pintado, se extrajo con gran cuidado y se trasladó a otra parte de la iglesia. 

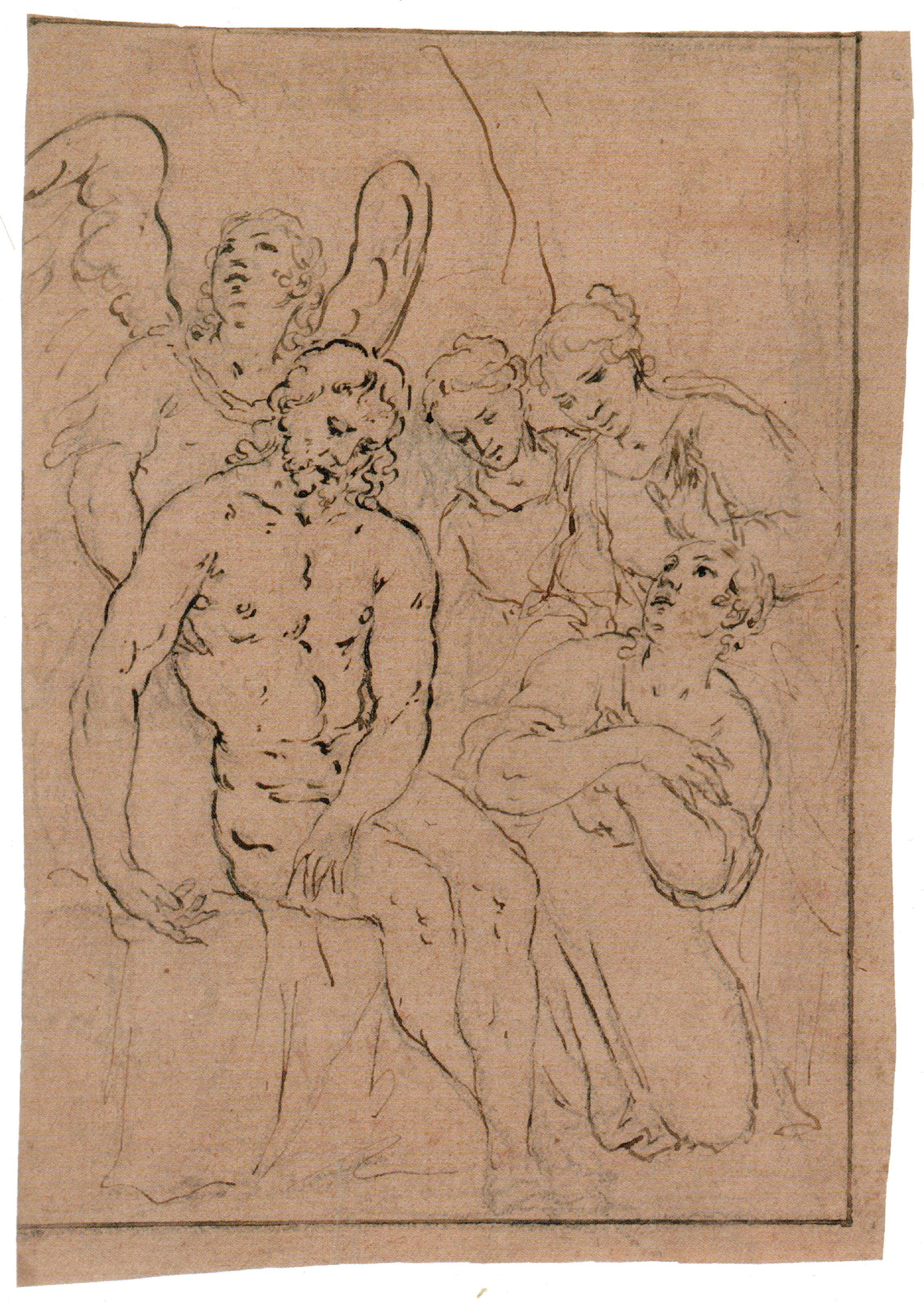
Cristo muerto con un ángel y tres Marías

 Su coloración es más vigorosa que la de su instructor, y su diseño más elegante. Tal es su imagen en San Stefano de "Un ángel que presenta las palmas del martirio a los inocentes".  También pintó mucho en Venecia, Mantua y Murano.  Tenemos varios grabados leves pero enérgicos de este maestro, en los que las extremidades de las figuras están dibujadas en un estilo magistral. Junto con Battista Vicentino, grabó un conjunto de cincuenta paisajes, en su mayoría después de Tiziano, que se ejecutan en un estilo libre y audaz.  Trabajó en Mantua bajo Giovanni Battista Bertani . 
Tenemos también las siguientes láminas como ejemplos de su trabajo en esta línea: 
- La Natividad, o Adoración de los Pastores; después de Parmigiano.
- La Virgen, con el infante Cristo y san Juan ; BA del Moro, fec.
- La Sagrada Familia, con Santa Isabel y San Juan; después de Rafael
- Otra Sagrada Familia;
- El martirio de santa Catalina; después de Bernardino Campi.
- El bautismo de Cristo por san Juan;